# 랭체인
랭체인(LangChain)은 LLM(대형 언어 모델)을 사용하여 애플리케이션 생성을 단순화하도록 설계된 프레임워크이다. 언어 모델 통합 프레임워크로서 랭체인의 사용 사례는 문서 분석 및 요약, 챗봇, 코드 분석을 포함하여 일반적인 언어 모델의 사용 사례와 크게 겹친다.

## 역사
렝체인은 머신러닝 스타트업인 로버스트 인텔리전스(Robust Intelligence)에서 근무하던 시절 해리슨 체이스(Harrison Chase)가 오픈 소스 프로젝트로 2022년 10월에 출시했다. 이 프로젝트는 깃허브의 수백 명의 기여자의 개선 사항, 트위터의 최신 토론, 프로젝트 디스코드 서버의 활발한 활동, 많은 유튜브 튜토리얼, 샌프란시스코와 런던의 모임을 통해 빠르게 인기를 얻었다. 2023년 4월 랭체인이 법인화되었고 새로운 스타트업은 벤치마크로부터 1,000만 달러의 초기 투자를 발표한 지 일주일 만에 벤처 회사 세쿼이아 캐피털로부터 최소 2억 달러의 가치로 2,000만 달러 이상의 자금을 조달했다.
2023년 10월 랭체인은 LCEL(LangChain Expression Language) 프로토타입에서 프로덕션 지원 애플리케이션으로의 전환을 촉진하도록 설계된 배포 도구인 랭서브(LangServe)를 출시했다.